# Святой Георгий убивает змия
«Святой Георгий убивает змия» (серб. Свети Георгије убива аждаху) — сербская военная мелодрама режиссёра Срджана Драгоевича, сценарий Душана Ковачевича на основе одноимённой театральной пьесы, имевшей успех в белградском театре Ателье 212 и сербском национальном театре Нови-Сада. В главных ролях: Лазарь Ристовски, Милутин Милошевич и Наташа Янич. Премьера фильма состоялась 11 марта 2009 года.
Это один из наиболее дорогих фильмов сербского кинематографа с бюджетом около 5 млн евро. Значительные средства были выделены правительствами Сербии (1,55 млн евро) и Республики Сербской (750 000 евро), из-за высокой национальной значимости.

## Сюжет
Во время первой балканской войны в 1912 году молодой сербский офицер Гаврило Вукович теряет руку. Он отвергает любовь своей возлюбленной Катарины, которая в итоге выходит замуж за любящего её Джордже, бывшего подчинённого Гаврило. В 1914 году все трое оказываются в деревушке на берегу Савы вблизи Австро-Венгерской границы, где Вуковичи и другие ветераны-инвалиды первой балканской войны, оставленные на произвол судьбы своим правительством, занимаются контрабандой, а Джордже служит жандармом.
Катарина и Гаврило, у которого тоже семья, тайно встречаются… Но всё тайное со временем становится явным, и Катарина, по прежнему любящая Гаврило, уезжает к своей тёте в Белград. Она ждёт ребёнка от Гаврило. За ней в город приезжает любящий её Джордже и просит вернуться. Он примет её ребёнка или покончит с собой. Катарина обещает Джордже больше не встречаться с Гаврилой.
Но однажды ночью контрабандисты перевозят на австрийский берег другого Гаврило - студента Гаврило Принципа, который убивает эрц-герцога Фердинанда. Непростая, но всё-таки мирная жизнь в деревне заканчивается…
Первая мировая война, битва при Цере. Здесь оказываются многие мужчины, призванные из деревни. Сперва они уверены в скорой победе - с ними их генерал, опытный воин, герой многих войн. Однако реальность оказывается более суровой - сербы несут тяжёлые потери. Как избавления солдаты ждут подкрепления. И это подкрепление приходит на передовую. Но кто? Безногие и слепые ветераны прежних балканских войн, за которых подписали петицию солдаты. Возглавляет это воинство однорукий Гаврило Вукович. Сербы идут в свой последний бой и практически все погибают. И от кого? От пуль чешских славян - своих единокровных славянских братьев. На поле брани приезжает Катарина и находит там тела дорогих ей людей - мужа Джордже и бывшего возлюбленного Гаврило, лежащих рядом. Подле них лежит выживший сирота Ване, прикрывшийся иконой «Святого Георгия, убивающего змия», но вопрошающий небо «За что?». 

## Актёры
- Лазар Ристовски — Джордже
- Наташа Янич — Катарина
- Милутин Милошевич — Гаврило Вукович
- Бора Тодорович — Алекса Вукович
- Зоран Цвиянович — Миле Вукович
- Милена Дравич — Славка, тётя Катарины
- Драган Николич — священник
- Бранислав Лечич — капитан Тасич
- Борис Миливоевич — Райко Певец
- Младен Андреевич — учитель Мичун
- Срджан Тимаров — Микан
- Предраг Васич — сирота Ване
- Боян Жирович — Зоя
- Милена Предич — Елена
- Слободан Нинкович — Нинко Белотич
- Бранислав Зеремски — Кривой Лука
- Срджан Милетич — Войо
- Горан Евтич — Дане
- Душко Мазалица — Гаврило Принцип
- Деян Зорич — Гойко
- Александар Стойкович — младший сержант Милко
- Миодраг Крстович — майор
- Срджан Драгоевич — немецкий пилот
- Любомир Бандович — дядя (Бача)

## Награды
- Монреальский кинофестиваль 2009
  - Лучший художественный вклад — Срджан Драгоевич
  - номинация на Гран-при Америк — Срджан Драгоевич
- Международный кинофорум «Золотой Витязь» 2010
  - Приз «Золотой Витязь»